# Karl Lamers
Karl Lamers, né le 11 novembre 1935 à Königswinter (Rhénanie du Nord) et mort le 27 août 2022, est un homme politique allemand. 

## Parcours
Son père meurt dans un bombardement allié en 1944. 
Il a étudié le droit et les sciences politiques aux universités de Bonn et de Cologne. De 1966 à 1980, il dirige une académie politique et mène en parallèle une activité politique au sein de la CDU. De 1968 à 1971, il préside l'organisation des jeunes du parti en Rhénanie. En 1971, il est élu membre du présidium local de la CDU. Député au Bundestag (1980-2002), il y devient président de la Commission des affaires étrangères tout en étant porte-parole de la CDU pour les questions extérieures. 
Il est depuis 2004 membre du Conseil de surveillance de la Fondation pour l'innovation politique. Il est l'auteur de nombreux discours et publications sur les questions internationales et en particulier européennes.  En 1994, il publia ainsi  avec Wolfgang Schäuble un document proposant à la France une intégration politique plus poussée au sein de l'Europe, mais la France refusa.